# NHK郡山支局

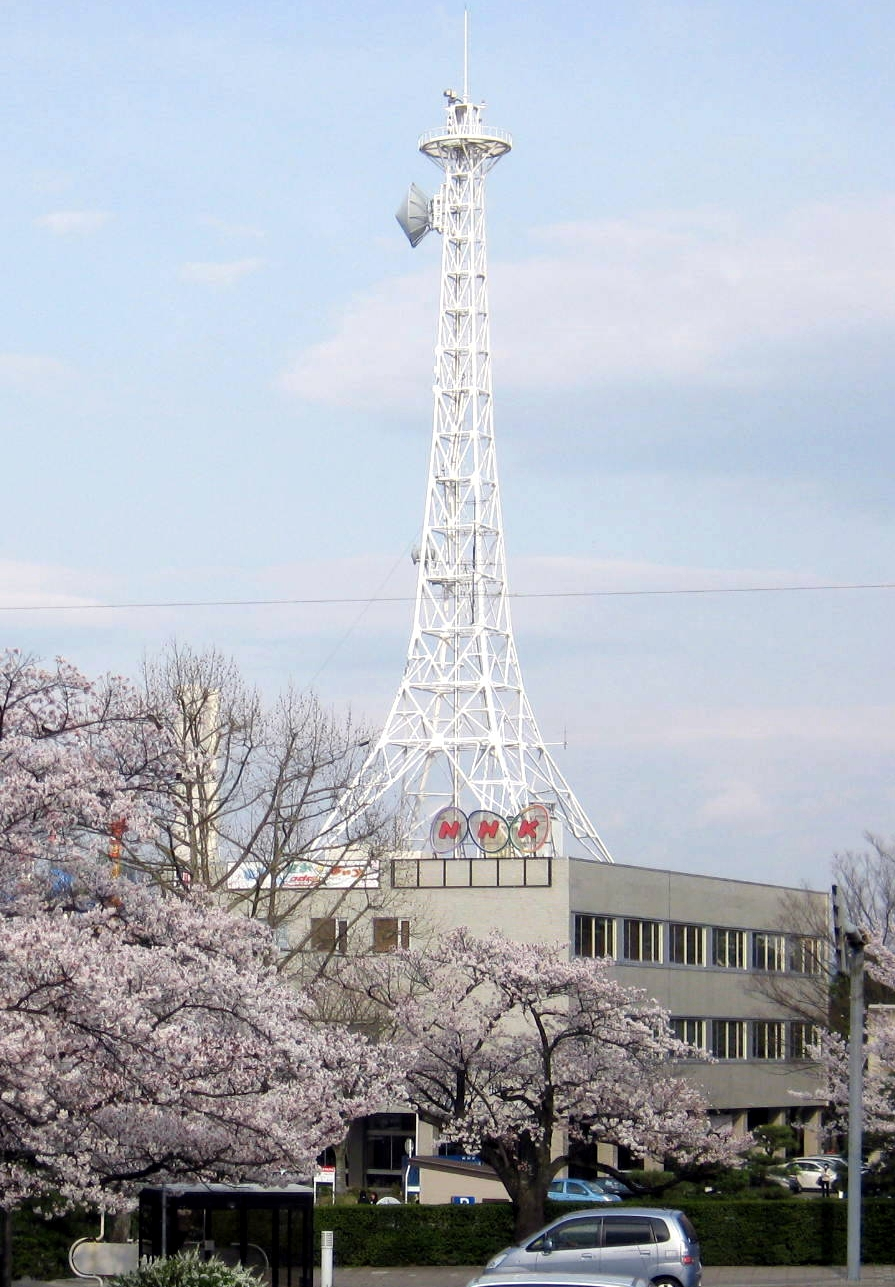
NHK郡山支局（2010年4月）

NHK郡山支局（エヌエイチケイこおりやましきょく）は福島県を放送対象地域とするNHK福島放送局の支局。

## 概要
かつてはアナウンサーなどが駐在しており、ラジオ放送にはコールサインJOCP、JOCDが付与されていた「郡山放送局」として機能していたが、現在は支局となっている。
中通り中南部における報道取材の拠点。嘗ては福島局営業部の分室拠点が置かれ、会津やいわき支局管内の浜通りの一部地域における受信料収納も行われていたが、2016年度の組織見直しによる合理化で福島局営業部に統合された。

## 所在地
- 福島県郡山市麓山1丁目5番21号（すぐ近くには福島中央テレビ本社がある）

## 沿革
- 1941年（昭和16年）2月13日 - 社団法人日本放送協会郡山放送局開局（福島放送局と同時）（コールサイン：JOCP）。
- 1950年（昭和25年）6月1日 - 放送法施行に伴い社団法人日本放送協会が解散。特殊法人としての日本放送協会が設立され一切の権利義務を継承。
- 1965年（昭和40年）7月 - 郡山放送会館（現在の郡山支局の建物）落成。
- 1988年（昭和63年） - 支局への降格に伴い、郡山支局と改称したと同時に、独自のコールサイン（JOCP・JOCD）を廃止。
- 2016年（平成28年）7月15日 - この日を以って福島局営業部郡山営業分室の業務を終了し、福島局に業務集約[1]。

## チャンネル・周波数
テレビとFM放送は笹森山から送信されている福島親局を受信することが基本。受信しにくいエリアには中継局が設けられている。またラジオ第1の出力は5kWであり、1kWの福島親局よりも高いが、ラジオ第2はともに1kWである。
- 総合テレビ
  - アナログ 福島 9ch・郡山河内60ch（垂直偏波）・郡山田村51ch・郡山柳橋44ch（2011年7月25日停波）
  - デジタル 福島15ch・郡山田村13ch
- Eテレ
  - アナログ 福島2ch・郡山河内62ch（垂直偏波）・郡山田村49ch・郡山柳橋46ch（2011年7月25日停波）
  - デジタル 福島14ch・郡山田村16ch
- ラジオ第1放送　郡山 846kHz（かつてはコールサイン（JOCP）があった） - 新潟放送局の第1放送と混信する可能性あり。
- ラジオ第2放送　郡山 1512kHz（かつてはコールサイン（JOCD）があった）
- FM放送　福島 85.3MHz

## 関連人物
- 二見和男 - 元NHK正職員アナウンサー。郡山放送局が初任地であった。
- 丘灯至夫 - 作詞家。戦前、アナウンサーとして勤務していた。
- 小川宏 - NHK正職員アナウンサーとして、郡山放送局に赴任経験がある。